# Métropolisation

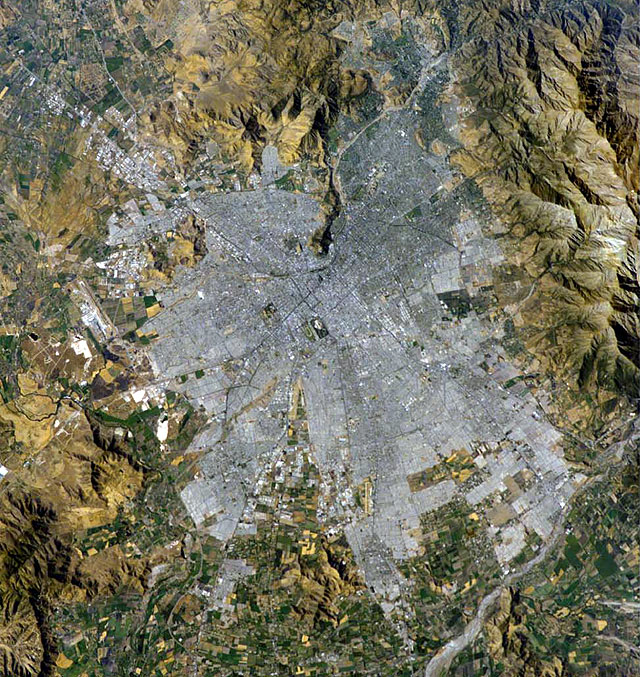
Photo satellite de la métropole de Santiago

La métropolisation (étymologiquement composé à partir du mot « métropole », lui-même dérivé du grec ancien μητρόπολις / mētrópolis, « ville-mère ») est une dynamique spatiale contribuant à organiser le territoire autour d'une ville ou d'un espace urbain qualifié de métropole.
Elle se caractérise en fait par un double phénomène :
- D'une part, l'extension de la forme classique du tissu périurbain qui s'opère par la réunion des principales agglomérations et, surtout, les modes de la vie urbaine, et qui se traduit par la concentration de la population dans les grandes villes.
- D'autre part, la concentration des activités de commandement (économique, politique, culturel…) et des fonctions tertiaires supérieures, et donc du poids fonctionnel des villes aspirant à ce statut de métropole. Pour cette raison, les métropoles sont fortement attractives pour les populations.

En somme, il y a une double dynamique dans le phénomène de métropolisation, c'est à la fois une concentration d'hommes, d'activités et de valeurs dans un pôle urbain (en France, selon la définition qu'en donne l'Insee, un pôle urbain est une unité urbaine offrant au moins 10 000 emplois) et une redistribution de ces attributs par le même pôle qui restructure ainsi son territoire d'influence.
La métropolisation est un phénomène mondial et différencié selon les continents. Dans sa réorganisation de l'espace, elle conteste la dualité territoriale rural/urbain.
La métropolisation entraîne aussi une redéfinition des espaces au sein de la ville. Les fonctions grandes consommatrices d'espace (loisirs, commerce, industries) sont rejetées dans les périphéries alors que les centres-villes sont réservés à l'habitat favorisé et aux activités à forte valeur ajoutée. À ce titre, la métropolisation peut être vectrice de fractures spatiales et sociales au sein de l'espace urbain, mais aussi entre l'espace urbain et la région périphérique plus ou moins sous influence métropolitaine.

## Facteurs d'explication

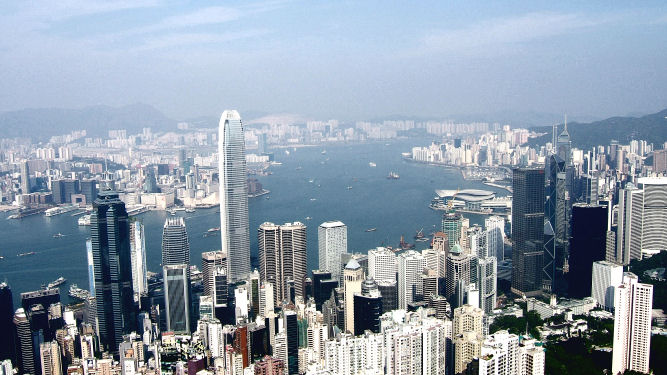
Photo de la métropole de Hong Kong où se concentrent les personnes, les activités et les flux en tous genres.

Cette organisation accompagne la révolution des transports individuels mécanisés pour le bien-être des citadins. Pour cette raison, elle prend d'abord forme aux États-Unis et s'étend uniformément en paysages caractérisés par le township. Puis c'est en Europe et au Japon, à partir des années 1970, qu'elle apparaît.
Cette polarisation autour des grandes villes est la conséquence de la concentration des emplois, qui sont surtout tertiaires, et qui entraînent des flux de migration pendulaire. Le territoire métropolisé est donc parsemé de voies rapides, de rocades, d'autoroutes, d'échangeurs.
La métropolisation implique donc le renforcement des grandes villes, essentiellement celles situées en tête d'un réseau urbain, ou les villes capitales.

## Métropolisation en France
En France, en dehors de Paris, le développement de plusieurs grandes villes entraîne une métropolisation : Lyon, Marseille, Lille, Toulouse, Bordeaux, Nantes, Rennes, Montpellier, Toulon, Grenoble et Strasbourg sont les principales aires urbaines concernées par ce phénomène.

## Altermétropolisation
L’altermétropolisation est définie comme « l’ensemble des actions et des territoires produisant de l’innovation sociale et constituant de facto une autre manière de fabriquer la ville actuelle ». L’altermétropolisation est donc un processus d’urbanisation alternatif à la métropolisation, au néolibéralisme urbain et à l’aménagement entrepreneurial. Conceptualisé par Alexandre Grondeau, le terme désigne les mécanismes de territorialisation et de production d’innovations sociales et l’intégration des notions de biens communs urbains, de nouveaux droits à la ville, de slow urbanism, d’économie circulaire, de responsive city, d’économie sociale et solidaire, de zones autonomes temporaires.